# Simone Balli
Simone Balli (Firenze, 1580 – XVII secolo) è stato un pittore italiano.
Nato e cresciuto a Firenze, si stabilì nel 1600 a Genova, dove eseguì la maggior parte delle sue opere.
Lavorò con Aurelio Lomi per il Palazzo Spinola a Cornigliano (Genova). 
A Genova dipinse anche all'interno della Basilica di Santa Maria delle Vigne, nella Chiesa di Nostra Signora del Carmine e Sant'Agnese, e nell'Oratorio di San Bartolomeo.